# Astaenomoechus setosus
Astaenomoechus setosus är en skalbaggsart som beskrevs av Antoine Boucomont 1936. Astaenomoechus setosus ingår i släktet Astaenomoechus och familjen Hybosoridae. Inga underarter finns listade.